# Jack Bruce
John Symon Asher (Jack) Bruce (Bishopbriggs, 14 mei 1943 – Suffolk, 25 oktober 2014) was een Schotse bassist,  cellist, harmonicaspeler, componist en zanger.

## Biografie
In 1962 begon Bruce te spelen bij de Londense Blues Incorporated, de groep van Alexis Korner waarvan ook drummer Ginger Baker, saxofonist Dick Heckstall-Smith, organist Graham Bond en zanger Long John Baldry deel uitmaakten. De groep werd in 1963 ontbonden en Bruce ging spelen bij het Graham Bond Quartet. In 1965 werden, onder de naam The Graham Bond Organisation, twee albums uitgebracht. In datzelfde jaar verliet Bruce de groep en trad toe tot John Mayall's Bluesbreakers. Hij bleef niet lang lid, maar hij was wel te horen op Blues Breakers with Eric Clapton (1966), het doorbraakalbum van de groep. Na zijn Bluesbreakersperiode werd hij in 1966 kortstondig lid van Manfred Manns gelijknamige band en behaalde zo zijn eerste hitsucces dankzij Pretty Flamingo, de tweede single waarmee Manfred Mann een nummer 1-hit scoorde in de UK Singles Chart.

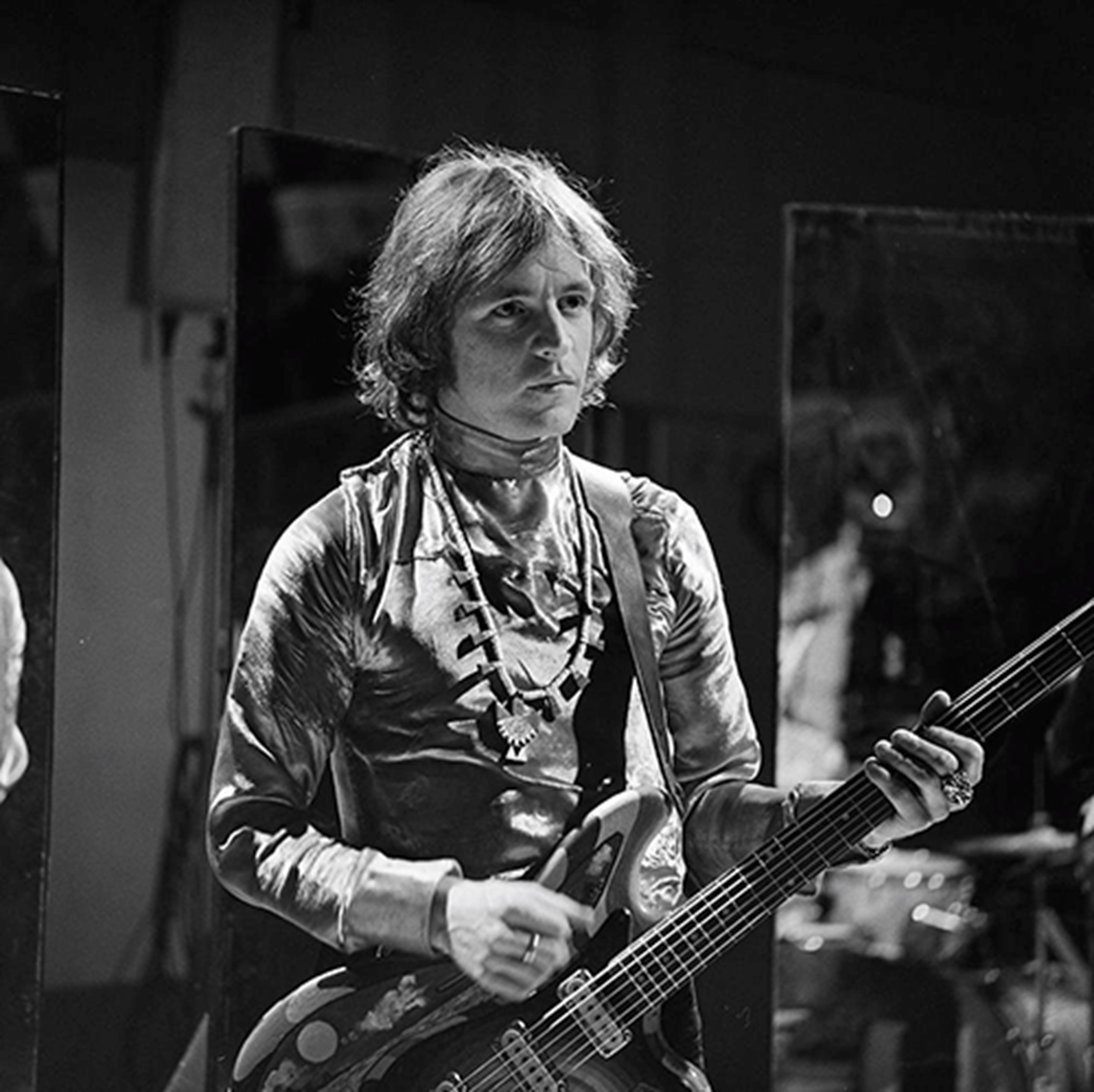
Jack Bruce in het Nederlandse tv-programma Fenklup (1968)

Iets later vormde hij samen met gitarist Eric Clapton en Ginger Baker het Britse powertrio Cream dat actief was tussen 1966 en eind 1968. Hij schreef het leeuwendeel van de liedjes. Hij nam de muziek voor zijn rekening, dichter Pete Brown schreef de vaak psychedelische teksten. Tot zijn bekendste nummers behoren Sunshine of Your Love, White Room, Politician, I Feel Free en Deserted Cities of the Heart.
Onmiddellijk na de split van Cream bracht Bruce Songs for a Tailor uit, zijn eerste soloalbum en het begin van een lange en succesrijke solocarrière. Hij richtte in 1972 een nieuw powertrio op: West, Bruce & Laing dat drie jaar lang actief was en drie albums uitbracht. Daarna musiceerde hij samen met onder anderen Mick Taylor, Carla Bley, Robin Trower, Gary Moore en Ringo Starr. Met Moore en Ginger Baker startte hij in 1993 het powertrio Bruce-Baker-Moore (BBM). Uit die samenwerking vloeide één album voort: Around the Next Dream. Tussen 1995 en 1999 maakte hij deel uit van Ringo's All Starr Band.
In 2005 kwam Bruce met Clapton en Baker voor de laatste keer bijeen voor een reeks reünie-concerten in The Royal Albert Hall in Londen.
In 2008 kwam de cd Seven Moons uit: een nieuw samenwerkingsproject met Robin Trower. Bruce en Trower brachten toen ook een nieuwe live-cd en de DVD Seven Moons Live. In het voorjaar 2014 verscheen Silver Rails, het veertiende en laatste soloalbum van zijn hand
In 2003 onderging hij een levertransplantatie, nadat er kanker bij hem was geconstateerd. Hij overleed op 71-jarige leeftijd op 25 oktober 2014.

## Discografie

### Dvd's
| Dvd's met hitnoteringen in de Nederlandse Music Top 30 | Datum van verschijnen | Datum van binnenkomst | Hoogste positie | Aantal weken | Opmerkingen |
| ------------------------------------------------------ | --------------------- | --------------------- | --------------- | ------------ | ----------- |
| Rockpalast - The 50th birthday concerts                | 2014                  | 06-12-2014            | 30              | 1            |             |

- Bibsys: 7026591
- Biblioteca Nacional de España: XX867289
- Bibliothèque nationale de France: cb139414516 (data)
- CiNii: DA16164641
- Gemeinsame Normdatei: 128554576
- International Standard Name Identifier: 0000 0000 8169 7188
- Library of Congress Control Number: n83194283
- MusicBrainz: 94a24504-3548-4bde-a89b-273d277d194e
- Nationale Bibliotheek van Tsjechië: xx0036720
- Nationale bibliotheek van Australië: 40598333
- Nationale Bibliotheek van Israël: 987007349790105171
- Nationale Bibliotheek van Polen: a0000003560631
- Nationale en Universitaire bibliotheek Zagreb: 000759307
- Nederlandse Thesaurus van Auteursnamen: 070585199
- Système universitaire de documentation: 080563082
- Trove: 1448378
- Virtual International Authority File: 100316939
- WorldCat: E39PBJfGQXjw7PKCRwpYVjPJDq